# Dea Dia
Dea Dia [de'a di:'a] (lat. dea:božica i dius: nebeski, božnski), straoitalska božica plodnosti zemlje.
Bila je božica lijepog vremena, nužnoga za rast usjeva.